# Hymn Kataru
Al-Salam Al-Amiri (Hymn pokoju) – hymn państwowy Kataru. Został przyjęty w 1996 roku z okazji wstąpienia na tron emira Hamada ibn Chalify as-Saniego. Słowa napisał szejk Mubarak bin Saif al-Sani, a muzykę skomponował Abdul Aziz Nasser Obajdan.

## Tekst
| Transkrypcja arabska | Tekst zromanizowany | Polskie tłumaczenie |
| قسما قسما قسما بمن رفع السماء قسما بمن نشر الضياء قطر ستبقي حرة تسمو بروح الاوفياء سيروا على نهج الألى سيروا وعلى ضياء الانبياء قطر بقلبي سيرة عز وأمجاد الاباء قطر الرجال الاولين حماتنا يوم النداء وحمائم يوم السلام جوارح يوم الفداء قسما قسما قسما بمن رفع السماء قسما بمن نشر الضياء قطر ستبقى حرة تسمو بروح الأوفياء | Qasamān Qasamān Qasamān biman rafaʿa as-samāʾ Qasamān biman našara aḍ-ḍiyāʾ Qaṭarun satabqa ḥawrratan tasmū birūḥi l-awfiyāʾ Sīrūʾalā nahij l-ʾawlā Sīrūʾwaʾalā ḍiyāʾ l-anbiyāʾ Qaṭarun biqalbī sīrat ʾazun waʾamjād l-ibāʾ Qaṭarun r-rijāl l-awalīn Ḥumātunā yawm an-nidāʾ Wa-ḥamāʾimun yawm as-salām Jawāriḥa yawm l-fidāʾ Qasamān Qasamān Qasamān biman rafaʿa as-samāʾ Qasamān biman našara aḍ-ḍiyāʾ Qaṭarun satabqa ḥawrratan tasmū birūḥi l-awfiyāʾ | Przysięgamy, przysięgamy Przysięgamy na Boga, który stworzył niebo, Przysięgamy na Boga, który rozprzestrzenił światło, Katar zawsze będzie wolny, Duchem wiernych uświęcony. Postępuj drogą własnych przodków, Słuchaj zawsze nauk Proroka, W moim sercu, Katar pełen chwały i godności, Katar ziemią jest wybitnych ludzi, Którzy chronią nas od wszelkich udręk, Gołębicą białą są w czasach pokoju, A drapieżnikami w czasach poświęcenia. Przysięgamy, przysięgamy Przysięgamy na Boga, który stworzył niebo, Przysięgamy na Boga, który rozprzestrzenił światło, Katar zawsze będzie wolny, Duchem wiernych uświęcony. |